# Geiswiller-Zœbersdorf
Geiswiller-Zœbersdorf es una comuna nueva francesa situada en el departamento de Bajo Rin, de la región de Gran Este.

## Historia
Fue creada el 1 de enero de 2018, en aplicación de una resolución del prefecto de Bajo Rin de 28 de diciembre de 2017 con la unión de las comunas de Geiswiller y Zœbersdorf, pasando a estar el ayuntamiento en la antigua comuna de Geiswiller.

## Demografía
| Gráfica de evolución demográfica de Geiswiller-Zœbersdorf entre 1800 y 2015 |
|                                                                             |

Los datos entre 1800 y 2015 son el resultado de sumar los parciales de las dos comunas que forman la nueva comuna de Geiswiller-Zœbersdorf, cuyos datos se han cogido de 1800 a 1999, para las comunas de Geiswiller y Zœbersdorf de la página francesa EHESS/Cassini. Los demás datos se han cogido de la página del INSEE.

## Composición
| Comuna delegada | Código INSEE | Población (2015) | Superficie (km²) | Densidad (hab./km²) |
| --------------- | ------------ | ---------------- | ---------------- | ------------------- |
| Geiswiller      | 67153        | 218              | 3.20             | 68                  |
| Zœbersdorf      | 67560        | 178              | 1.85             | 96                  |